# Seki

Seki (関市 Seki-shi?) este un municipiu din Japonia, prefectura Gifu.